# Jarosław Kotewicz
Jarosław Kotewicz (né le 16 mars 1969 à Iława) est un athlète polonais, spécialiste du saut en hauteur.

Son record personnel est de 2,30 m obtenu en 1995 à Zurich.